# Kroatiska nationalbanken

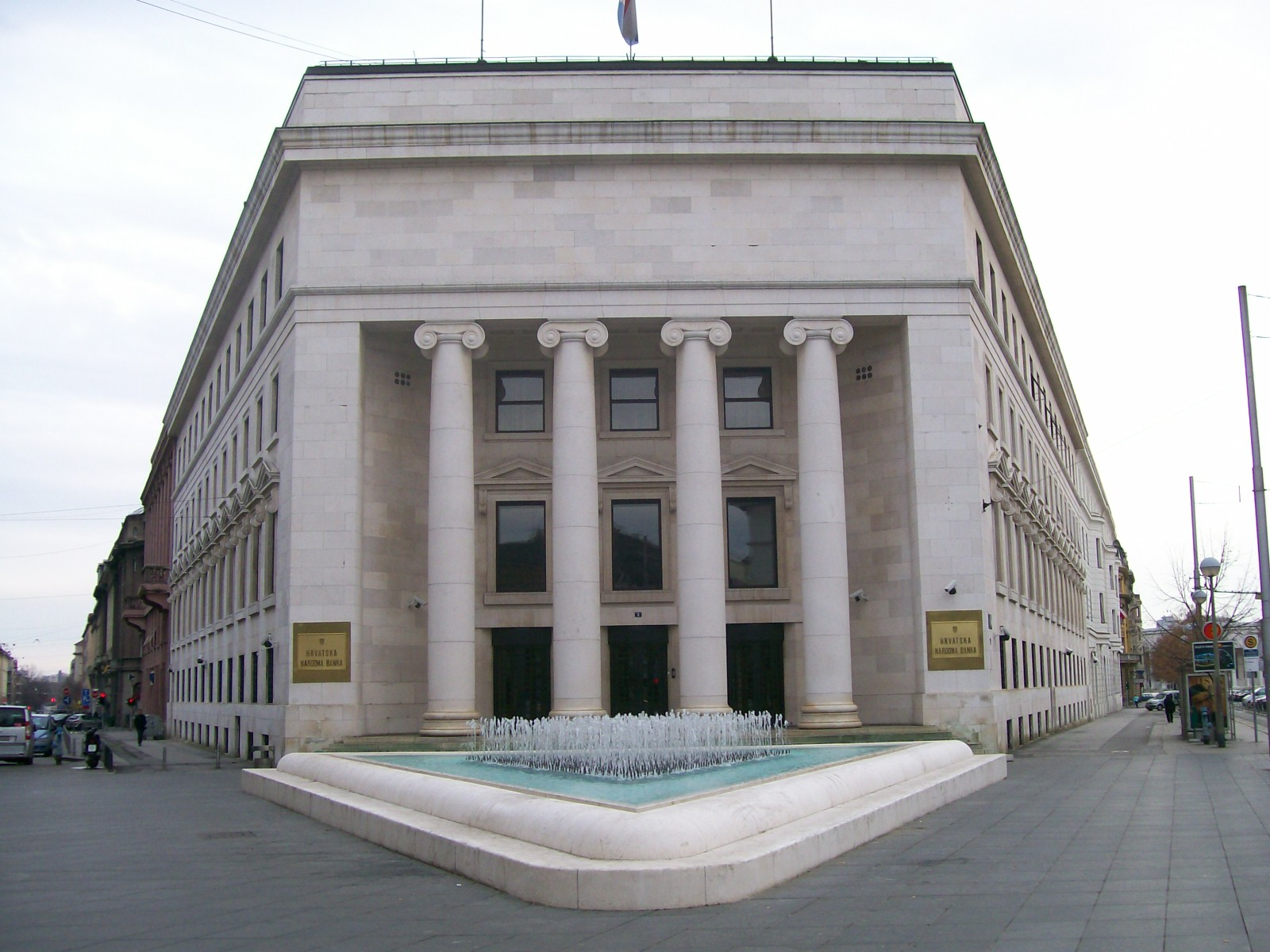
Kroatiska nationalbankens huvudkontor i Zagreb.

Kroatiska nationalbanken (kroatiska: Hrvatska narodna banka, förkortat HNB) är Kroatiens centralbank. Kroatiska nationalbanken grundades 1990 och huvudkontoret ligger i Zagreb. Centralbanken ansvarar bland annat för landets valuta, den kroatiska kunan, prisstabilitet och den allmänna likviditeten vid nationella och internationella transaktioner. Sedan 2012 är Boris Vujčić centralbankschef. Kroatiska nationalbanken är sedan 2013 medlem i Europeiska centralbankssystemet.

## Historia
Kroatiens nationalbank grundades den 21 december 1990 sedan parlamentet antagit landets nya grundlag. Sedan grundlagen antogs definierar artikel 53 centralbankens uppdrag och slår fast att banken är oberoende i sitt arbete och svarar inför parlamentet.
1990-1997 var centralbankens officiella namn Kroatiens nationalbank (Narodna banka Hrvatske) men genom tillägg i grundlagen 1997 ändrades namnet till nuvarande namn, Kroatiska nationalbanken.   

## Centralbankschefer
Centralbankschefernas titel är guvernör (guvernor). 
- Ante Čičin-Šain, 1990–1992
- Pero Jurković, 1992–1996
- Marko Škreb, 1996–2000
- Željko Rohatinski, 2000–2012
- Boris Vujčić, 2012–